# Золотий Скіф

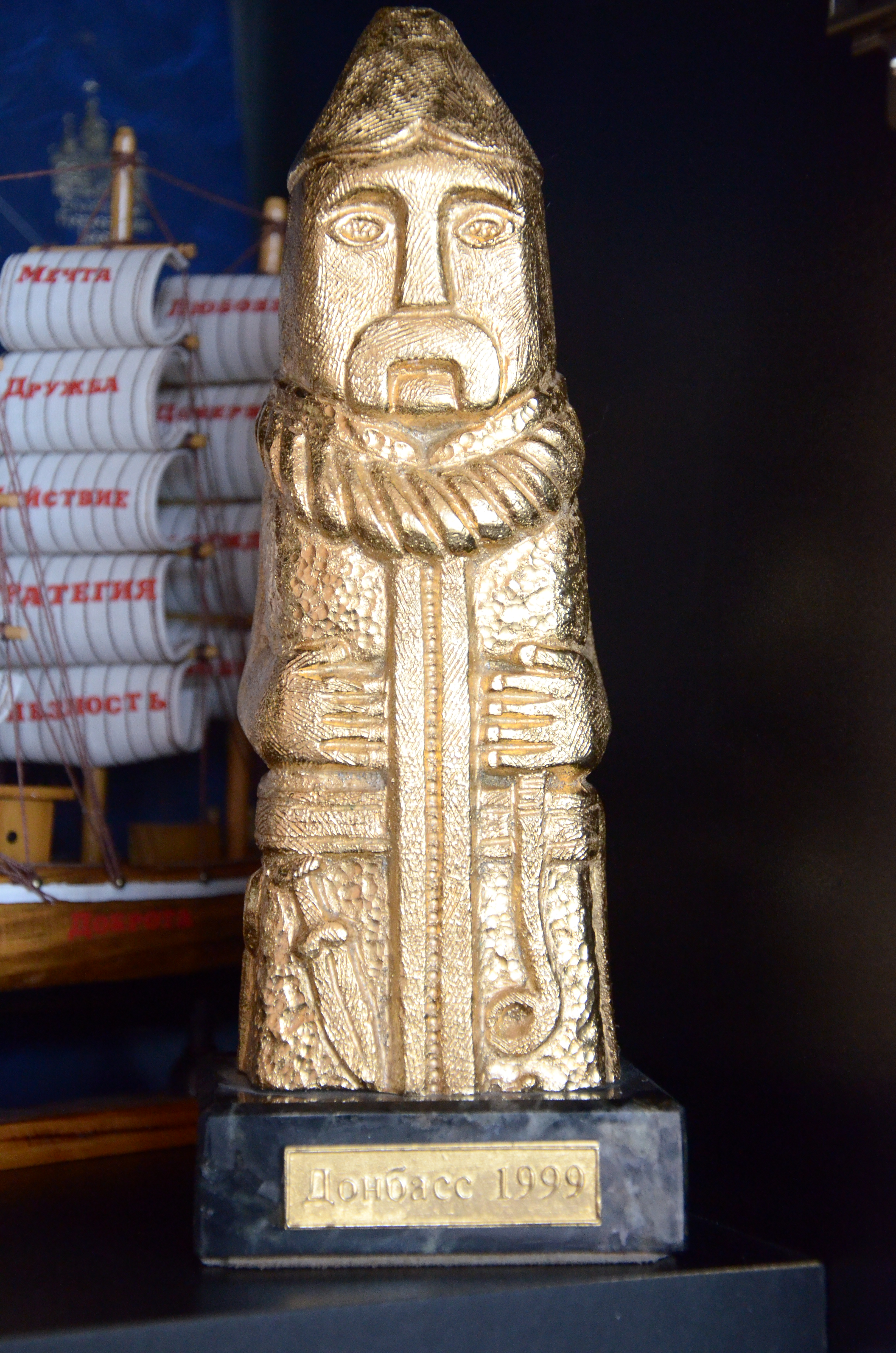

Золотий скіф — фестиваль, який проводиться в Донецьку, з метою популяризації Донецького регіону.

## Мета
Мета — показати світу й Україні весь потенціал Донбасу. Тому що Донбасс — це культурний, спортивний, промисловий центр України. І для досягнення цієї мети треба щоб бізнесмени, фінансисти, державні і громадські діячі, вчені, творчі працівники і прості донетчани працювали разом.

## Історія
Початком фестивалю можна вважати 1997 рік коли вперше була започаткована премія Благодійного фонду сприяння розвитку і популяризації Донбасу, завданням якої було відкрити Донбас для багатьох, показати весь його потенціал.
У жовтні 1997 р. була проведена зустріч культурних і промислових діячів регіону, місцевої влади та преси, так званий «Діловий прийом». Була вручена Премія Благодійного фонду, за різними номінаціями, переважно гуманітарними. Премію отримали багато провідних підприємств та установ Донеччини.
Далі 19 грудня 1998 р. відбулася друга зустріч. Цього разу вона проходила в Міжнародному виставковому центрі «Експо-Донбас».За аналогією з першою вручалися різні регіональні нагороди, а також була проведена презентація соціально-економічних програм, які треба реалізувати в області.
I Міжнародний фестиваль «Золотий Скіф» проходив 10-12 вересня 1999 року. Провідні підприємства та установи Донеччини, відігравали головну роль в проведенні фестивалю.
II Міжнародний фестиваль «Золотий Скіф» проходив в Донецьку з 28 травня по 4 червня 2000 року. Цього разу була проведена презентація іміджевої програми Донецької області «Пальма Мерцалова» та Всеукраїнської нагороди за досягнення в праці та бізнесі.
III Міжнародний фестиваль «Золотий Скіф» проходив в Донецьку з 27 травня по 3 червня 2001 року. Знову були відзначені провідні підприємства та установи, діячі освіти та культури. Також було додано ще дві номінації — «За внесок у формування і просування іміджу Донбасу» та «За досягнення в галузі науки та освіти».
IV Міжнародний фестиваль «Золотий Скіф» проводився з 31 травня 2002 року в Донецькому академічному театрі опери та балету ім. Анатолія Солов'яненка. Був проведен концерт, присвяченому відкриттю пам'ятника Анатолію Солов'яненку. Під час проведення фестивалю цій видатній людині було присвячено багато часу.

## Міжнародний фестиваль «Золотий Скіф»

### I Міжнародний фестиваль «Золотий Скіф»
Дата: 10-12 вересня 1999 року, Донецьк.
Програма:
- Відкриття пам'ятника «Пальма Мерцалова»(Донецьк)
- Проведення дитячого спортивного свята, старт програми «Здорове покоління Донбасу»
- Вистава Російського державного театру ляльок ім. С. Образцова
- Концерт для ветеранів війни і праці в парку Ленінського комсомолу
- Проведення фіналу Міжнародного конкурсу молодих виконавців популярної пісні
- Гала-концерт за участю зірок української естради та інших
- Фестиваль повітряних куль

А також були проведені ділові прийоми, різноманітні конкурси тощо.

### II Міжнародний фестиваль «Золотий Скіф»
Дата: 28 травня 2000 року, Донецьк.
Місце:Донецький академічний театр опери та балету ім. А. Солов'яненка
Програма:
- Презентація видання-фотоальбому «Донбас православний»
- Конкурс малюнків на асфальті (розділ програми «Обдаровані діти»)
- Вистава Московського театру ім. В. Маяковського
- Діловий прийом

Запропоновано:
- Проводити Міжнародний вокальний конкурс «Солов'їний ярмарок» ім. А.Б. Солов'яненка
- Встановити пам'ятник «Шахтарському Герцогу»
- Відкрити в Донецьку Всеукраїнський Музей історії промисловості
- Реалізувати проект «Здорове покоління Донбасу»
- Видати книги «Юз і Юзівка», «Там, где было Дикое Поле» тощо.

### III Міжнародний фестиваль «Золотий Скіф»
Дата: 2001 рік, Донецьк
Програма:
- Встановлення пам'ятника «Цар-гармати» (подарунок Донецьку від Москви)
- Встановлення скульптуру Архангела Михаїла (подарунок Донецьку від столиці України міста Києва)
- Проведення IV етап міжнародних змагань з повітроплавання — «Повітряне братерство 2001»
- Представлення проекту пам'ятнику Джону Юзу — засновнику Донецька.
- Представлення проектів пам'ятнику Анатолію Солов'яненкові.

Також були проведені змагання з ігри «Що? Де? Коли?» тощо.

### IV Міжнародний фестиваль «Золотий Скіф»
Дата: 2002 рік, Донецьк
Програма:
- Презентація нового образу Донеччини
- Проведення акції «Донбас на найвищих точках планети Земля»
- Міжнародний конкурс «Солов'їний ярмарок» ім. А. Б. Солов'яненка
- Конкурс молодих виконавців
- Дитячий день із конкурсом малюнку на асфальті
- Фестиваль повітроплавання «Повітряне братерство»
- Проведення ділового прийому, були запрошені Президент України Леонід Кучма та голова Адміністрації Президента Віктор Медведчук та багато інших поважних людей.
- Вручення нагород за досягнення в економічній та гуманітарній областях
- Предаставлення пам'ятного знаку «Пальма Мерцалова»
- Відкриття статуї Архістратига Михаїла з вогняним мечем в десниці біля Свято-Преображенського кафедральньного собору тощо.